# بروس هورنزباي
بروس هورنزباي (بالإنجليزية: Bruce Hornsby)‏ هو عازف بيانو ومغن مؤلف وعازف جاز ومغني أمريكي، ولد في 23 نوفمبر 1954 في ويليامزبرغ في الولايات المتحدة.

## وصلات خارجية
- الموقع الرسمي
- بروس هورنزباي على موقع IMDb (الإنجليزية)
- بروس هورنزباي على موقع الموسوعة البريطانية (الإنجليزية)
- بروس هورنزباي على موقع ميوزك برينز (الإنجليزية)
- بروس هورنزباي على موقع قاعدة بيانات برودواي على الإنترنت (الإنجليزية)
- بروس هورنزباي على موقع إن إن دي بي (الإنجليزية)
- بروس هورنزباي على موقع أول ميوزيك (الإنجليزية)
- بروس هورنزباي على موقع ديسكوغز (الإنجليزية)
- بروس هورنزباي على موقع قاعدة بيانات الفيلم (الإنجليزية)